# Гагарин, Александр Иванович
Князь Александр Иванович Гагарин (1801—1857) — генерал-лейтенант русской императорской армии из рода Гагариных. В 1851—1853 годах — кутаисский военный губернатор, в последний год жизни — генерал-губернатор там же.

## Биография
Младший сын обер-шталмейстера князя Ивана Алексеевича от первого брака с Елизаветой Ивановной, урождённой Балабиной; родился в 1801 году.
26 марта 1821 года был выпущен из Пажеского корпуса прапорщиком в 1-ю конно-артиллерийскую роту, 14 декабря 1822 года переведён в 9-ю конно-артиллерийскую роту и с 20 апреля 1823 года служил в гвардейской конной артиллерии.
Принимал участие в волнениях 1825 года. Утром 14 декабря он вместе с другими офицерами — А. Г. Вилламовым, И. П. Коновницыным, К. Д. Лукиным и А. В. Малиновским — попытался сорвать присягу великому князю Николаю Павловичу в гвардейской части, а также дал согласие на участие в заговоре и военном выступлении. В тот же день они были арестованы и содержались в казармах 1-й артиллерийской бригады. Однако 16 декабря князь Гагарин был прощён Николаем I и более к следствию по делу декабристов не привлекался.
24 мая 1825 года произведён в поручики и 16 января 1830 года был уволен в отставку.
Поступив затем снова на службу, он в чине ротмистра лейб-гвардии Гродненского гусарского полка был взят Новороссийским генерал-губернатором графом М. С. Воронцовым в адъютанты и в 1845 году, при назначении последнего Кавказским наместником, переехал с ним из Одессы в Тифлис. Участвуя в экспедициях против горцев, в том числе и крайне неудачной Даргинской в 1845 году, Гагарин показал личную храбрость и распорядительность, а при выполнении возлагаемых на него поручений по гражданской части действовал настолько умело, что в конце 40-х годов был назначен дербентским градоначальником, а затем кутаисским военным губернатором. 14 сентября 1847 года произведён в генерал-майоры.

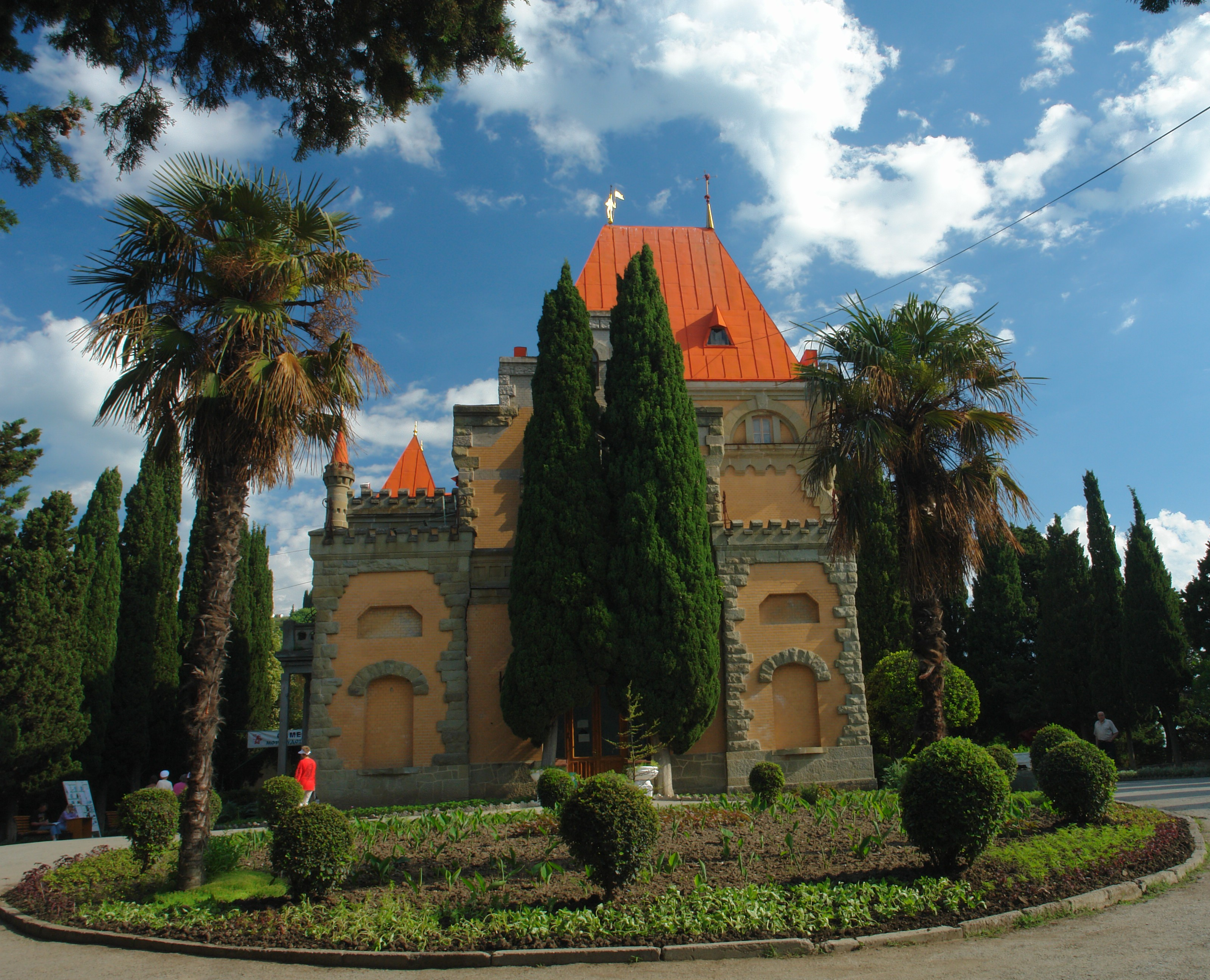
Дворец княгини Гагариной, вдовы Александра Ивановича, в Алуште

Он сделал много полезного для Кутаиса и губернии. Будучи большим любителем садоводства, Гагарин употреблял все усилия, чтобы приохотить к нему туземцев: устроил в Кутаисе бульвар, городской сад и ферму, выписал редкие деревья, на ферме завёл лучшие сорта винограда и давал отсадки (так распространил он сорт винограда «Изабелла»). Он построил в Кутаисе здание гимназии и два моста через Риони и начал постройку здания присутственных мест.
26 ноября 1850 года Гагарин за беспорочную выслугу 25 лет в офицерских чинах был награждён орденом св. Георгия 4-й степени (№ 8347 по кавалерскому списку Григоровича—Степанова).
Когда началась в 1853 году Восточная война, Гагарин был назначен начальником Гурийского отряда и имел несколько удачных стычек с турками, а затем получил в командование 13-ю пехотную дивизию. 4 июня 1854 года произведён в генерал-лейтенанты. Под Карсом при неудачном штурме 17 сентября 1855 года он был тяжело ранен в левое плечо и в бессознательном состоянии вынесен с поля боя.
Принужденный уехать лечиться за границу, Гагарин прожил год в Париже и на водах. В 1856 году возвратился в Россию и намеревался поселиться в своём крымском имении Кучук-Ламбат, но кавказский наместник князь А. И. Барятинский предложил ему пост кутаисского генерал-губернатора, который он и принял. В феврале 1857 года Гагарин прибыл в Кутаис. В Кутаисской губернии стоял в это время на очереди вопрос о введении русского управления в княжествах Мингрельском и Сванетском.
В Мингрелии удаление владетельной княгини в Санкт-Петербург совершилось мирным путём, но в Сванетии произошли столкновения владетельных князей Дадешкелиани с русской администрацией, результатом которых было покушение одного из них, князя Константина, на жизнь Гагарина. 22 октября 1857 года между губернатором и князем произошла ссора, закончившаяся кровавой драмой: Константин Дадешкелиани смертельно ранил Гагарина, убил также чиновников Ильина и Ардишвили, пытавшихся защитить своего начальника, а также ранил телохранителя губернатора.  27 октября 1857 года князь Гагарин скончался.

## Награды
- Орден Святого Владимира 3-й степени (1848)[2]
- Орден Святого Станислава 1-й степени (1849)
- Орден Святого Георгия 4-й степени за 25 лет службы (1850)
- Орден Святой Анны 1-й степени (1852)
- Знак отличия беспорочной службы XXV (1852)
- Орден Святого Владимира 2-й степени (1854)
- Персидский Орден Льва и Солнца 2-й степени со звездой (1846)

## Семья

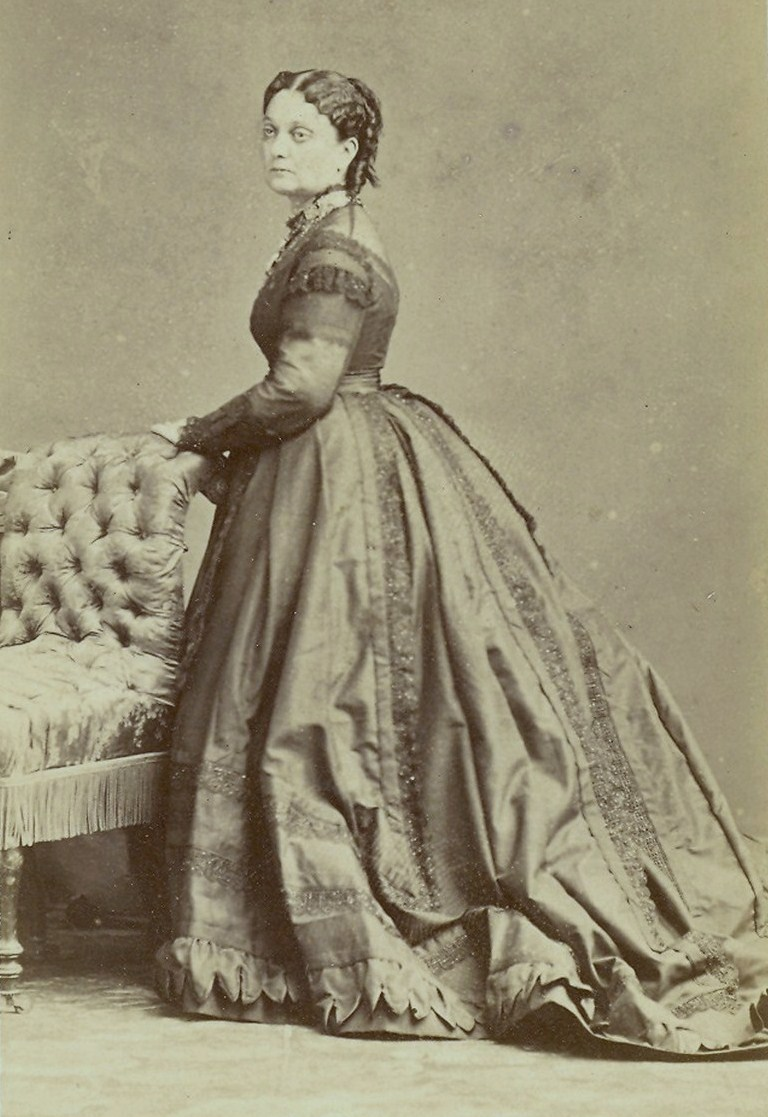
Анастасия Гагарина

Гагарин был женат дважды: с 1834 по 1849 год на Марии Андреевне Бороздиной (1804—1849) (первым браком была замужем за декабристом И. В. Поджио) и с 1853 по 1857 год — на княжне Анастасии Давидовне Орбелиани (1825—1907), которая родила ему дочь Екатерину, умершую в 10 лет от костного туберкулёза и похороненную в склепе дворца на мысе Плака.
По словам современника, в 1853 году князю М. С. Воронцову удалось склонить Гагарина на брак с княжной Орбелиани, которая «долго крепилась, отказывала всем местным женихам и наконец дождалась, чего хотела — русского князя».

## Оценка деятельности
М. Я. Ольшевский, лично знавший А. И. Гагарина, в своих воспоминаниях дал ему следующую характеристику: «Он был добр, обходителен и вежлив. Не знаю, каким он был администратором и губернатором, но в начальники отряда не годился, как по мягкости характера, так и по слабости здоровья. Будучи мало сведущ в военной администрации, князь Гагарин по необходимости вверялся таким людям, которые не заслуживали его доверия, а по мягкости характера не мог останавливать их в злоупотреблениях и направить на истинный путь их вредные действия». Также мягкость характера Гагарина отмечает в своём описании дел в Мингрелии и Сванетии и К. А. Бороздин.